# Haut-commissariat au plan (Maroc)
Pour les autres articles nationaux ou selon les autres juridictions, voir Haut-commissariat au plan et Institut national de la statistique.
Pour les articles homonymes, voir HCP.
Le Haut-Commissariat au plan (HCP) est l'organisme chargé de la production, de l'analyse et de la publication des statistiques officielles au Maroc.
Créé en 2003 sous le règne de Mohammed VI, il remplace le ministère du Plan et des Prévisions économiques. Son directeur actuel est Chakib Benmoussa.

## Historique
- 10 septembre 2003 : Le roi Mohammed VI nomme Ahmed Lahlimi Alami Haut-commissaire au plan[2].
- 26 janvier 2012 : Promulgation du décret no 74-12-2 relatif aux attributions du HCP.
- 5 avril 2012 : Promulgation du décret no 152-12-2 remplaçant dans les textes législatifs et réglementaires la dénomination de « ministère du Plan et des Prévisions économiques » par « Haut-Commissariat au plan » [3].

- Au premier trimestre 2025, l'économie marocaine a enregistré une croissance de 4,8 %, contre 3 % à la même période de 2024, selon le Haut-Commissariat au Plan (HCP). Ce rebond est attribué à la reprise de l'agriculture, à la relance soutenue du tourisme et à la dynamique positive du secteur industriel, notamment dans les filières agroalimentaire, automobile et des matériaux de construction. Le secteur agricole a progressé de 4,3 %, porté par une bonne pluviométrie et l’amélioration des systèmes d’irrigation, tandis que le secteur secondaire a connu une hausse de 5,2 %. Le tourisme, en plein essor, a enregistré plus de 4 millions de visiteurs entre janvier et mars 2025, en hausse de 15 % sur un an. Ces résultats dépassent les prévisions de croissance annuelle, telles que celles de Fitch Solutions, qui anticipait une progression de 4,1 %, et sont salués par le ministère de l'Économie et des Finances comme un socle solide pour atteindre les objectifs de la loi de finances 2025. Le cadre macroéconomique demeure stable, avec une inflation maîtrisée à 2,4 %, une stabilité du dirham et des taux directeurs constants. Toutefois, le HCP souligne des défis persistants, notamment le chômage des jeunes, la dépendance aux marchés européens et les incertitudes géopolitiques. La conjoncture actuelle conforte néanmoins la trajectoire de redressement économique engagée par le Maroc, reposant sur des réformes structurelles et une diversification progressive de son économie[4].

## Organisation

### Administration centrale
- Haut-commissaire au Plan
- Inspection générale
- Cabinet
- Secrétariat général
- Direction de la statistique
- Direction de la planification
- Direction de la prévision et de la prospective
- Direction de la comptabilité nationale
- Direction des ressources humaines

### Centres et écoles soumis à la tutelle du HCP
- Centre national de documentation
- Centre national d'évaluation des programmes
- Centre d'études et de recherches démographiques
- Observatoire des conditions de vie de la population
- Institut national d'analyse de la conjoncture
- Institut national de statistique et d'économie appliquée
- École des sciences de l'information

### Entités décentralisées
- Directions régionales

## Missions
Le HCP est chargé de la production, de l'analyse et de la publication des statistiques officielles au Maroc: comptabilité nationale annuelle et trimestrielle, évaluation de la démographie nationale, du taux de chômage, etc. Il est l’équivalent de l'Institut national de la statistique et des études économiques (INSEE) en France, du Bureau du recensement des États-Unis ou de Statistique Canada.
Le HCP publie sur son site internet la quasi-totalité de ses enquêtes et statistiques.